# 3. Königlich Bayerische Infanterie-Brigade
Die 3. Infanterie-Brigade war ein Großverband der Bayerischen Armee. Das Brigadekommando stand in Augsburg.

## Geschichte
Die Brigade wurde zu Beginn des Ersten Weltkrieges im Rahmen der 6. Armee an der Westfront eingesetzt.
Sie führte ab 1. April 1915 die Bezeichnung „4. Infanterie-Brigade“.

## Gliederung
1914 war sie Teil der 2. Division. Der Brigade unterstanden folgende Einheiten:
- 3. Infanterie-Regiment „Prinz Karl von Bayern“ in Augsburg
- 20. Infanterie-Regiment „Prinz Franz“ in Lindau und Kempten
- Bezirkskommando Augsburg
- Bezirkskommando Kempten

## Kommandeure
| Dienstgrad                   | Name                            | Datum                                   |
| ---------------------------- | ------------------------------- | --------------------------------------- |
| Generalmajor                 | Karl von Winther                | 09. Oktober 1849 bis 27. September 1851 |
| Generalmajor                 | Jakob von Hartmann              | 19. Oktober 1851 bis 31. Juli 1861      |
| Generalmajor                 | Baptist von Steinle             | 01. August 1861 bis 22. Januar 1862     |
| Generalmajor                 | Nepomuk von Fuchs               | 23. Januar 1862 bis 21. Mai 1866        |
| Generalmajor                 | Ignaz Schuhmacher               | 22. Mai 1866 bis 21. August 1870        |
| Generalmajor                 | Albert Roth                     | 22. August 1870 bis 26. März 1871       |
| Oberst/Generalmajor          | Anton von Täuffenbach           | 27. März 1871 bis 23. April 1873        |
| Generalmajor                 | Adolph von Schrott              | 01. Mai 1873 bis 25. August 1881        |
| Generalmajor                 | Otto von Parseval               | 26. August 1881 bis 3. März 1887        |
| Generalmajor                 | Theodor von Angstwurm           | 04. März 1887 bis 7. März 1889          |
| Generalmajor/Generalleutnant | Heinrich von Xylander           | 08. März 1889 bis 13. Juni 1894         |
| Generalmajor                 | Karl von Lobenhoffer            | 14. Juni 1894 bis 31. Dezember 1896     |
| Generalmajor                 | Joseph von Brückner             | 01. Januar 1897 bis 26. September 1899  |
| Generalmajor                 | August von Manz                 | 27. September 1899 bis 1. Februar 1902  |
| Generalmajor                 | Hugo von Barth zu Harmating     | 02. Februar 1902 bis 17. Mai 1903       |
| Generalmajor                 | Alfred Pöppl                    | 18. Mai 1903 bis 18. Oktober 1905       |
| Generalmajor                 | Karl von Martini                | 19. Oktober 1905 bis 4. August 1909     |
| Generalmajor                 | Christoph Kiefhaber             | 05. August 1909 bis 21. April 1912      |
| Generalmajor                 | Albert von Schoch               | 22. April 1912 bis 17. Dezember 1913    |
| Oberst/Generalmajor          | Emil Schoch                     | 18. Dezember 1913 bis 19. Oktober 1914  |
| Generalmajor                 | Franz Maria Luitpold von Bayern | 20. Oktober 1914 bis 31. März 1915      |